# TBK (Krankenkasse)
Die TBK (Thüringer Betriebskrankenkasse) war eine Betriebskrankenkasse, die für Sachsen und Thüringen geöffnet war. Zum 1. Januar 2020 verschmolz sie auf die BKK Verkehrsbau Union.

## Geschichte

Name und Logo bis 2014

Zum 1. August 1992 eröffneten sich bei den drei Energieversorgungsunternehmen in Thüringen nach einem Abstimmungsverfahren der Mitarbeiter drei betriebsbezogene Betriebskrankenkassen:
- BKK ENAG – BKK der Energieversorgung Nordthüringen AG mit Sitz in Erfurt
- BKK OTEV – BKK der Ostthüringer Energieversorgung AG mit Sitz in Jena
- BKK SEAG – BKK der Südthüringer Energieversorgung AG mit Sitz in Meiningen

Zum 1. Januar 1994 fusionierten diese drei Krankenkassen zur BKK der Thüringer Energieversorgung mit Sitz in Erfurt. Diese geschlossene Betriebskrankenkasse war nur für die Mitarbeiter der Trägerunternehmen zugänglich. 1997 erfolgte eine Fusion mit der BKK Chema-Balcke-Dürr Verfahrenstechnik aus Rudisleben. Wegen der Ausgründung der Thüringer Stadtwerke öffnete sich die BKK für ganz Thüringen und später Sachsen. Zum 1. Januar 2015 wurde der Name von BKK der Thüringer Energieversorgung auf TBK (Thüringer Betriebskrankenkasse) geändert.
2015 bis 2018 musste die TBK einen einkommensabhängigen Zusatzbeitrag in Höhe von 0,8 Prozent des beitragspflichtigen Einkommens, 2019 von 0,9 Prozent erheben.

## Selbstverwaltung
Der Verwaltungsrat der TBK bestand aus 10 Versichertenvertretern und 2 Vertretern der Arbeitgeber. Die Arbeitgebervertreter hatten bei Beschlussfassungen die gleiche Anzahl von Stimmen wie die anwesenden stimmberechtigten Versichertenvertreter. Der Vorsitz im Verwaltungsrat wechselte jährlich zwischen den Versichertenvertretern und den Arbeitgebervertretern.